# 京都府道101号銀閣寺宇多野線
京都府道101号銀閣寺宇多野線（きょうとふどう101ごう ぎんかくじうたのせん）は、京都府京都市左京区から京都市右京区に至る一般府道である。

## 概要
京都市左京区銀閣寺町から京都市右京区宇多野福王子町に至る。
銀閣寺として知られる慈照寺の門前を今出川通として発し、ほぼ一貫して西方に向かう路線である。起点から琵琶湖疏水を渡って哲学の道との交差点までは門前町を貫く今となっては狭い通りではあるが、次第に道幅を拡げて白川通今出川から北野白梅町にかけては全線で両側4車線として整備済みで、東西の幹線道路として利活用されている。一時的に南北の西大路通と重複するが、一条通で再び西方に向きを変え、仁和寺前できぬかけの路に合流して福王寺交差点に結する。
起点の銀閣寺はもとより、周囲には知恩寺、相国寺、北野天満宮、妙心寺、仁和寺をはじめとした多数の神社・仏閣が点在している。京都御苑の北側を通過しており、今出川御門から京都御所朔平門にアクセス可能である。また、沿道には京都大学や同志社大学が所在し、織物産業のまち西陣地区を通過している。

### 路線データ
- 起点：京都市左京区銀閣寺前町[1]（慈照寺門前）
- 終点：京都市右京区宇多野福王子町[1]（福王子交差点、国道162号交点、京都府道29号宇多野嵐山山田線・京都市道184号宇多野吉祥院線起点、京都市道183号衣笠宇多野線終点）
- 重要な経過地：なし[1]

## 歴史
本路線は、道路法（昭和27年法律第180号）第7条の規定に基づいた京都府の一般府道として1959年（昭和34年）に初めて認定した282路線のうちの1つである一般府道銀閣寺大将軍線を前進としている。国道162号の京都市内における経路変更が1970年（昭和45年）に実施され、同国道の単独区間であった西大路一条交差点から仁和寺前交差点とその周辺を編入し、新たに銀閣寺宇多野線として認定された。

### 年表
- 1959年（昭和34年）12月18日 - 京都府が銀閣寺大将軍線（銀閣寺門前 - 二級国道京都小浜線交点）として府道路線認定。整理番号は一般地方道1[注釈 1][2]。
- 1970年（昭和45年）4月1日 - 北野白梅町交差点 - 福王子交差点を編入して新たに京都府が銀閣寺宇多野線（京都市左京区銀閣寺町 - 京都市右京区宇多野福王寺町）として府道路線認定。整理番号は一般地方道1[1]とし、1959年（昭和34年）に認定された一般地方道1号の銀閣寺大将軍線を廃止[3]。
- 1994年（平成6年）4月1日 - 京都府が路線番号を再編（路線認定の一部改正）し、整理番号を一般地方道101に変更[4]。

## 路線状況

### 重複区間
- 京都市道181号京都環状線（京都市北区北野上白梅町・北野白梅町交差点 - 京都市北区大将軍川端町・西大路一条交差点）
- 京都市道183号衣笠宇多野線（京都市右京区御室大内・仁和寺前交差点 - 京都市右京区宇多野福王子町・福王子交差点（終点））

### 道路施設

#### 橋梁
- 西田橋（白川、京都市左京区）
- 賀茂大橋（鴨川、京都市左京区 - 京都市上京区）

## 地理

### 通過する自治体
- 京都府
  - 京都市（左京区 - 上京区 - 北区 - 右京区）

### 交差する道路
通り名
起点 -（今出川通）- 北野白梅町交差点 -（西大路通）- 西大路一条交差点 -（一条通）- 仁和寺前交差点
| 交差する道路 | 市町村名 | 市町村名 | 交差する場所     | 交差する場所        |
| --- | -------- | -------- | ---------------- | ------------------- |
| 京都市道182号蹴上高野線 / 白川通 | 京都市   | 左京区   | 北白川東久保田町 | 白川通今出川交差点  |
| 京都市道181号京都環状線 / 東大路通                                                                                                  | 京都市   | 左京区   | 田中門前町       | 百万遍交差点        |
| 京都府道32号下鴨京都停車場線 / 河原町通                                                                                             | 京都市   | 上京区   | 梶井町           | 河原町今出川交差点  |
| 国道367号 / 烏丸通 | 京都市   | 上京区   | 今出川町         | 烏丸今出川交差点    |
| 京都府道38号京都広河原美山線 / 堀川通                                                                                               | 京都市   | 上京区   | 橋之上町         | 堀川今出川交差点    |
| 京都府道31号西陣杉坂線 / 千本通 | 京都市   | 上京区   | 南上善寺町       | 千本今出川交差点    |
| 京都市道181号京都環状線 / 西大路通 重複区間起点                                                                                     | 京都市   | 北区     | 北野上白梅町     | 北野白梅町交差点    |
| 京都市道181号京都環状線 / 西大路通 重複区間終点                                                                                     | 京都市   | 北区     | 大将軍川端町     | 西大路一条交差点    |
| 京都府道130号花園停車場御室線 京都市道183号衣笠宇多野線 / きぬかけの路 重複区間起点                                                 | 京都市   | 右京区   | 御室大内         | 仁和寺前交差点      |
| 国道162号 / 周山街道 京都府道29号宇多野嵐山山田線 京都市道183号衣笠宇多野線 / きぬかけの路 重複区間終点 京都市道184号宇多野吉祥院線 | 京都市   | 右京区   | 宇多野福王子町   | 福王子交差点 / 終点 |

### 交差する鉄道
- 京阪鴨東線
- 京福電気鉄道北野線

### 沿線
自然
- 吉田山
- 琵琶湖疏水
- 白川
- 鴨川
- 高野川
- 堀川
- 天神川

官公庁
- 上京区役所
- 上京警察署

教育
- 京都大学
- 同志社女子大学
- 同志社大学
- 同志社女子中学校・高等学校
- 洛星中学校・高等学校
- 京都学園中学校・高等学校

文化
- 白沙村荘
- 思文閣
- 京都大学清風荘庭園
- 京都御苑
- 京都御所
- 京都市考古資料館

鉄道
- 京阪鴨東線
  - 出町柳駅
- 叡山電鉄叡山本線
  - 出町柳駅
- 京都市営地下鉄烏丸線
  - 今出川駅
- 京福電気鉄道北野線
  - 北野白梅町駅
  - 等持院・立命館大学衣笠キャンパス前駅
  - 龍安寺駅
  - 妙心寺駅
  - 御室仁和寺駅
  - 宇多野駅

神社・仏閣
- 慈照寺（銀閣寺） - 世界遺産
- 吉田神社
- 知恩寺
- 常林寺
- 相国寺
- 白峯神宮
- 般舟院
- 上善寺
- 大報恩寺（千本釈迦堂）
- 北野天満宮
- 地蔵院
- 妙心寺
- 仁和寺 - 世界遺産
- 福王子神社